# Großer Döhrener Teich
Der Große Döhrener Teich (auch Döhrener Teich genannt) ist ein Baggersee im südlichen Stadtgebiet von Hannover, Niedersachsen. Er gehört zur Gruppe der Ricklinger Kiesteiche im Überschwemmungsgebiet der Leine.
Der See wird vom Fischereiverein Hannover als Angelgewässer genutzt. 2009 wurden aus dem See Aal, Barbe, Barsch, Hecht, Karpfen, Rotauge, Schleie, Wels und Zander gemeldet.
Im Südwesten des Teichs befindet sich ein kleines Schwimmbad mit einem nicht mehr genutzten künstlichen Schwimmbecken sowie einer befestigten Einstiegsstelle in den Teich, Umkleiden, Duschen, Kinderspielplatz und Gastronomie. Es ist gleichzeitig das Vereinszentrum des Schwimmvereins SSV Union 06 Hannover und beherbergt dessen Gerätschaften.